# Meria
Meria (en cors Meria) és un municipi francès, situat a la regió de Còrsega, al departament d'Alta Còrsega. L'any 1999 tenia 85 habitants.

## Demografia
| 1962 | 1968 | 1975 | 1982 | 1990 | 1999 |
| ---- | ---- | ---- | ---- | ---- | ---- |
| 107  | 108  | 111  | 79   | 76   | 85   |

## Administració
| Període | Identitat               | Partit | Qualitat |  |
| ------- | ----------------------- | ------ | -------- |  |
| 2001-   | Laurent Napoléon Piazza |        |          |  |